# Stutter
Stutter è un brano musicale del cantante R&B Joe, estratto come singolo My Name Is JoE nel 2000. Il brano è stato prodotto da Roy "Royalty" Hamilton e Teddy Riley. Autori del brano sono lo stesso Roy "Royalty" Hamilton ed Ernest E. Dixon. Un remix del brano figura il featuring del rapper Mystikal, ed ha raggiunto la prima posizione della classifica statunitense Billboard Hot 100 per quattro settimane nel 2001.

## Tracce
CD Single Jive 9251689
1. Stutter (Album Version) - 3:56
2. Stutter (Double Take Remix) - 3:33

CD Maxi Jive 9251682D
1. Stutter (Double Take Remix) - 3:33
2. Stutter (Album Version) - 3:56
3. Stutter (Slang Dance Remix) - 3:34

Vinile (Double Take Remixes)9251680 P, 925168.0P
Lato A
1. Stutter (Double Take Remix) - 3:33
2. Stutter (Double Take Remix) (Allstar Extended Version) - 4:32
3. Stutter (Double Take Remix) (Instrumental) - 3:55

Lato B
1. Stutter (Slang Dance Remix) - 3:34
2. Stutter (Album Version) - 3:56
3. Stutter (Album Version Instrumental) - 3:52

## Classifiche
| Classifica (2001)                               | Posizione più alta |
| ----------------------------------------------- | ------------------ |
| Regno Unito                                     | 7                  |
| U.S. Billboard Hot 100                          | 1                  |
| U.S. Billboard Hot R&B/Hip-Hop Singles & Tracks | 1                  |
| U.S. Billboard Top 40 Mainstream                | 12                 |